# Мартинсајд G.100
Мартинсајд G.100 (енгл. Martinsyde G.100 Elephant) је ловац-бомбардер направљен у Уједињеном Краљевству. Авион је први пут полетео 1915. године. 

Преко 100 авиона је кориштено у РАФ-у.
Највећа брзина у хоризонталном лету је износила 155 km/h. Размах крила је био 11,59 метара а дужина 8,07 метара. Маса празног авиона је износила 816 килограма а нормална полетна маса 1102 килограма.

## Наоружање
| Наоружање авиона: Мартинсајд   |           |
| Ватрено (стрељачко) наоружање  |           |
| Топ                            |           |
| Митраљез                       |           |
| Број и ознака митраљеза        | 2         |
| Калибар                        | 7,7       |
| Бомбардерско наоружање (бомбе) |           |
| Укупна маса                    | до 120 кг |
| Ракетно наоружање (ракете)     |           |